# Droits LGBT au Lesotho

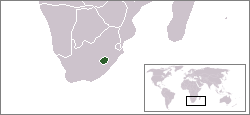
Localisation du Lesotho.

Les droits LGBT+ au Lesotho sont confrontés à des défis sociaux et juridiques, malgré des progrès récents. Le Lesotho ne reconnaît pas le mariage ni le partenariat entre personnes de même sexe. La discrimination fondée sur l'orientation sexuelle et l'identité de genre sur le lieu de travail est interdite depuis 2024.

## Histoire
L'homosexualité et les relations homosexuelles sont attestées au Lesotho depuis des siècles. Les Basothos avaient pour tradition de jeunes hommes (boukonchana ou inkotshane) qui s'habillaient généralement en femmes, effectuaient des tâches réservées aux femmes, comme la cuisine, la corvée d'eau et de bois, et entretenaient des relations sexuelles intercrurales avec leurs maris plus âgés (numa). De plus, il leur était interdit de se laisser pousser la barbe ni d'éjaculer. Une fois devenus adultes, la relation était rompue et le jeune homme pouvait prendre sa propre boukonchana s'il le souhaitait. Ces relations, aussi appelées « mariages de mine », car elles étaient courantes chez les mineurs de l'Afrique du Sud voisine, se sont poursuivies jusque dans les années 1970. Néanmoins, il était assez courant que le numa ait également une épouse hétérosexuelle. Les relations lesbiennes se déroulaient également sous la forme de « motsoalle ». Ce terme désigne un lien durable et engagé entre deux femmes, caractérisé par divers degrés d'intimité physique. Au fil du temps, les relations de « motsoalle » ont commencé à disparaître au Lesotho.
En 1914, les autorités coloniales tentèrent de mettre fin à ces pratiques, mais en vain. En 1941, les relations boukonchana, le travestissement en public et les mariages entre personnes de même sexe étaient monnaie courante au Lesotho et dans la communauté basotho d'Afrique du Sud. Ces dernières années, cependant, les autorités ont tenté de réprimer et de censurer les discussions sur ce sujet. Aujourd'hui, le déni de ces pratiques est largement répandu, et les hommes basothos jouissent d'une forte réputation de « macho » où la promiscuité hétérosexuelle est largement célébrée.

## Dépénalisation de l'homosexualité
Pendant longtemps, l'homosexualité masculine était interdite au Lesotho, pénalisée comme un délit de droit commun. L'homosexualité féminine n'a jamais été interdite.
En 2012, le Lesotho dépénalise l'homosexualité,.

## Protection contre les discriminations
La loi sur le travail de 2024 interdit la discrimination fondée sur l'orientation sexuelle. Elle stipule également que la violence et le harcèlement fondés sur le genre sur le lieu de travail désignent la violence et le harcèlement, y compris le harcèlement sexuel, dirigés contre les travailleurs, les personnes en formation, en période d'essai ou en stage, les candidats à un emploi, les responsables et les superviseurs, les clients, les fournisseurs ou autres prestataires tiers en raison de leur sexe, de leur genre ou de leur identité de genre, ou affectant de manière disproportionnée les personnes d'un sexe, d'un genre ou d'une identité de genre particulier.
L'article 127(4) de la loi de 2011 sur la protection et le bien-être des enfants stipule que « Aucun enfant ne peut être injustement discriminé en raison de sa race, de son sexe, de son origine ethnique ou sociale, de sa couleur, de son orientation sexuelle, de sa religion, de sa conscience, de ses croyances, de sa culture, de sa langue, de sa naissance ou de son statut socio-économique dans le choix d'un programme, d'un processus ou d'une option de déjudiciarisation et tous les enfants doivent avoir un accès égal aux options de déjudiciarisation. »
Depuis 2013, le Règlement sur les rapports de crédit stipule que les informations de crédit relatives à l'orientation sexuelle ne peuvent pas figurer dans les dossiers du bureau de crédit, sauf dans la mesure où ces informations ressortent clairement du dossier de l'état matrimonial du consommateur et de la liste des membres de sa famille.

## Reconnaissance des couples de même sexe
Les couples de même sexe ne sont pas reconnus. La loi coutumière et la loi Marriage Act n'autorise pas un couple homosexuel à se marier.

## Adoption et parentalité
La loi de 2011 sur la protection et le bien-être de l'enfance régit les adoptions au Lesotho. En vertu de cette loi, seuls les couples mariés peuvent adopter conjointement un enfant. Les hommes célibataires et les couples de même sexe ne sont pas autorisés à adopter.

## Identité et expression de genre
La loi n° 9 de 2011 sur les cartes d'identité nationales définit les réglementations relatives aux cartes d'identité nationales au Lesotho. L'article 8(1) stipule : « Le directeur prend les mesures raisonnables et réalisables pour garantir que les renseignements personnels inscrits au registre sont complets, exacts et mis à jour, si nécessaire. » Cet article pourrait être interprété comme autorisant les personnes transgenres à modifier leur genre légal sur leurs documents d'identité.

## Vie LGBT

### Discrimination sociétale
Comme dans d’autres pays d’Afrique australe, les rapports de discrimination, de rejet familial, de violence et de harcèlement à l’encontre des personnes LGBT+ ne sont pas rares.
Les personnes LGBT+ Basotho peuvent être victimes de discrimination en matière d'emploi, d'accès aux soins de santé, au logement, à l'éducation et dans d'autres domaines. De ce fait, de nombreuses personnes LGBT+ vivent dans la clandestinité et cachent leur orientation sexuelle. De plus, elles sont fortement exposées au risque d'infection par le VIH/sida (le Lesotho affiche le deuxième taux de prévalence du VIH au monde, avec 25% de la population Basotho infectée). Des militants LGBT+ ont commencé à sensibiliser les personnes séropositives et à leur proposer des stratégies de prévention.

### Activisme
Le 18 mai 2013, la première marche des fiertés du pays a eu lieu dans le centre-ville de Maseru, organisée par le Matrix Support Group. Selon les organisateurs, l'événement a été un grand succès, les autorités ayant apporté leur soutien et fourni une escorte aux participants.
Le Matrix Support Group est une ONG LGBT+. Son objectif est de « créer un environnement où les personnes LGBT+ peuvent exprimer librement leurs droits humains et contribuer au développement social, politique et économique du Lesotho ». Elle a été créée en 2009 et entièrement enregistrée auprès des autorités l’année suivante.
Des marches et des événements de la fierté ont lieu chaque année depuis lors, attirant quelques centaines de personnes.

### Rapport 2016 du Département d'État des États-Unis
Les rapports nationaux du Département d'État américain sur les pratiques en matière de droits de l'homme pour 2016 indiquent que:
Actes de violence, de discrimination et autres abus fondés sur l'orientation sexuelle et l'identité de genre
La loi interdisait les relations sexuelles consenties entre hommes, mais les autorités ne l'appliquaient pas. Elle est muette sur les relations sexuelles consenties entre femmes. Les personnes lesbiennes, gays, bisexuelles, transgenres et intersexuées (LGBTI) étaient victimes de discrimination sociale et d'une insensibilité des autorités à cette discrimination. Les associations de défense des droits des personnes LGBTI se sont plaintes de discriminations dans l'accès aux soins de santé et la participation aux activités religieuses.
La loi interdit la discrimination fondée sur le sexe ; elle n'interdit pas explicitement la discrimination envers les personnes LGBTI. Matrix, un groupe de défense et de soutien LGBTI, n'a reçu aucun signalement de discrimination à l'embauche de la part de ses membres. Les relations homosexuelles étaient taboues dans la société et n'étaient pas ouvertement évoquées. Bien qu'aucune agression n'ait été signalée, les personnes LGBTI ont souvent évité de signaler les incidents de violence par crainte de stigmatisation.
Matrix opérait librement et comptait des membres dans les dix districts. L'association affirmait entretenir de bonnes relations de travail avec le LMPS. Par exemple, en décembre 2015, les frères d'une femme se déclarant lesbienne l'ont forcée à quitter son domicile après avoir découvert son identité sexuelle. Elle a porté l'affaire devant la police, qui est intervenue, et ses frères l'ont autorisée à rentrer chez elle.
Matrix a mené des actions de sensibilisation du public par le biais de projections de films, d'émissions de radio, de rassemblements publics et sur les réseaux sociaux. Le 21 mai, Matrix a organisé la troisième marche de la Journée internationale contre l'homophobie et la transphobie. Environ 200 personnes, principalement des proches et des amis de personnes LGBTI, ont défilé pacifiquement et sans incident de Lakeside (périphérie de la ville) à Central Park à Maseru. Les représentants de Matrix ont constaté que les policiers escortant la marche étaient généralement solidaires, ce qu'ils ont attribué aux efforts de sensibilisation antérieurs de Matrix auprès du LMPS. Matrix a également diffusé pendant plusieurs mois un panneau d'affichage électronique dans le centre de Maseru en faveur des droits LGBTI.
S'adressant aux médias en juin, à l'issue de la Réunion de haut niveau de l'Assemblée générale des Nations Unies sur le VIH/sida, le vice-Premier ministre Mothetjoa Metsing a déclaré que le gouvernement envisagerait de dépénaliser les relations entre personnes de même sexe afin de stopper la propagation du VIH. Il s'agissait de la première déclaration d'un haut responsable gouvernemental sur cette question.

## Tableau récapitulatif
| Dépénalisation de l’homosexualité                                                   | Depuis 2012 |
| Majorité sexuelle identique à celle des hétérosexuels                               | Depuis 2012 |
| Interdiction des discours de haine contre les LGBT                                  | Non         |
| Interdiction de la discrimination liée à l'orientation sexuelle à l'embauche        | Non         |
| Interdiction de la discrimination liée à l'identité de genre dans tous les domaines | Non         |
| Mariage civil ou partenariat civil                                                  | Non         |
| Adoption conjointe dans les couples de personnes de même sexe                       | Non         |
| Adoption par les personnes homosexuelles célibataires                               | Non         |
| Droit pour les gays de servir dans l’armée                                          | Non         |
| Droit de changer légalement de genre (après stérilisation)                          | Unknown     |
| Gestation pour autrui pour les gays                                                 | Non         |
| Accès aux FIV pour les lesbiennes                                                   | Non         |
| Autorisation du don de sang pour les HSH                                            | Non         |